# Simon Ter-Petrosjan
Simon „Kamo“ Aršakovič Ter-Petrosjan (rusky Симон Аршакович Тер-Петросян; 15. květnajul./ 27. května 1882greg., Gori – 14. července 1922, Tbilisi) byl gruzínský bolševik arménského původu, raný Stalinův spolupracovník.
Proslul svojí velkou loupeží 12. června 1907 na náměstí Erivan (nyní Náměstí svobody) v Tbilisi (loupežemi byly získávány prostředky pro bolševickou revoluci).
Přezdívku Kamo dostal Ter-Petrosjan od Stalina, když se učil rusky a špatně vyslovoval slovo komu. Místo něj vyslovoval kamo. Zemřel při dopravní nehodě. V letech 1959–1996 po něm bylo pojmenováno arménské město Gavaṙ, které se nazývalo Kamo.